# Ревентлов, Конрад фон
Граф Конрад фон Ревентлов (дат. Conrad lensgreve Reventlow; 21 апреля 1644 — 21 июля 1708) — датский государственный деятель,  великий канцлер (дат. Danmarks storkansler), с 1699 до своей смерти.

## Биография
После окончания университета Орлеана  в 1665 году поступил на службу в Датский суд, где сделал карьеру на различных ответственных должностях. В 1670-х годах получил звание полковника датской армии. Возглавлял полк, отличившийся во внутреннем скандинавском конфликте.
В 1700 году участвовал в мирных переговорах со Швецией во время морской блокады Копенгагена. Франция и Великобритания тогда оказывали давление о прекращении войны и недопущения ее распространения Европой.
В 1685 году Ревентлов использовал свое влияние судебного советника в переговорах с Беньямином Рауле, для приобретения острова Сент-Томас в Вест-Индии.

## Семья
Был женат дважды: на Анне Маргрете Габель (1651—1678) и на Софии Амалия Ган (1664—1722).
Его младшая дочь, Анна София, вышла замуж в 1721 году за Фредерика IV, став первой королевой Дании не королевской крови.
Его сын, Детлев Ревентлов (дат.), также играл значительную роль в правительстве.
Саркофаг графа Ревентлова в Шлезвигском соборе — работа Квеллинуса.